# 자일로스
자일로스(영어: xylose) 또는 크실로스는 5개의 탄소 원자를 포함하는 단당류이고, 알데하이드기를 가지고 있는 알도스이며, 화학식은 C5H10O5이다. 자일로스는 나무로부터 처음 분리된 당으로 그 이름(그리스어: ξύλον, xylon, "wood")이 유래하였고, 목당(木糖), 목재당(木材糖)으로 불리기도 한다. 자일로스는 바이오매스의 주요 성분 중 하나인 헤미셀룰로스로부터 얻을 수 있다. 대부분의 당과 마찬가지로 자일로스도 조건에 따라 몇 가지 구조를 취할 수 있다. 알데하이드기가 자유로운 조건 하에서는 환원당이다.

## 구조
고리형이 아닌(사슬형) 자일로스의 화학식은 HOCH2(CH(OH))3CHO이다. 수용액에서는 고리형 헤미아세탈 이성질체가 사슬형보다 우세한 형태이며 6원자 고리 형태인 피라노스, 5원자 고리 형태인 푸라노스의 2가지 유형이 있다. 이들 고리 화합물은 아노머 탄소에 결합된 하이드록시기의 상대적인 방향에 따라 추가적인 이성질체를 형성할 수 있다.
우선성의 형태인 D-자일로스는 주로 생물체 내에서 생성되며, 좌선성의 형태인 L-자일로스도 합성될 수 있다.
| D-자일로스의 구조  | D-자일로스의 구조  | D-자일로스의 구조  |
| 골격 구조식        | 하워드 투영식      | 하워드 투영식      |
| ------------------ | ------------------ | ------------------ |
|                    | α-D-자일로푸라노스 | β-D-자일로푸라노스 |
| α-D-자일로피라노스 | β-D-자일로피라노스 |                    |

## 등장
자일로스는 자일란(헤미셀룰로스의 구성 성분 중 하나)의 주요 구성 요소이며, 자일란은 일부 식물(예: 자작나무)의 약 30%를 구성하고, 다른 식물들(예: 가문비나무와 소나무는 약 9%의 자일란을 가지고 있음)에서는 훨씬 비율이 적다. 자일로스는 대부분의 식용 식물의 배(배아)에서 발견되기 때문에 널리 퍼져 있다. 자일로스는 1881년 핀란드의 과학자 코흐(Koch)에 의해 나무로부터 처음 분리되었지만, 1930년대에 이르러서야 설탕과 유사한 가격으로 상업적으로 시판되었다.
또한 자일로스는 O-글리코실화 반응시 프로테오글리칸의 세린 또는 트레오닌에 첨가되는 첫 번째 당이며, 헤파란황산과 콘드로이틴황산과 같은 음전하를 띤 다당류의 생합성 경로에서 첫 번째 당이다.

## 이용

### 화학제품
헤미셀룰로스를 산 촉매 분해하여 얻을 수 있는 푸르푸랄은 산업에서 특수 용매로 쓰이고, 합성 고분자 화합물의 전구물질이다.

### 사람의 섭취
자일로스는 사람에서 대사되기는 하지만 사람의 주요 영양소가 아니며 대부분은 콩팥에서 배설된다. 사람은 음식물을 통해 자일로스를 섭취한다. 진핵 미생물에는 산화환원효소 경로가 존재한다. 사람은 UDP로부터 프로테오글리칸의 핵심 단백질의 세린으로 자일로스를 전이시키는 단백질 자일로실전이효소(protein xylosyltransferases (XYLT1, XYLT2))를 갖고 있다.
자일로스의 열량은 그램 당 0칼로리이다.

### 동물 의학
동물 의학에서 자일로스는 금식 후 동물에게 물을 투여하고 흡수 불량을 검사하는데 사용된다. 다음 몇 시간 내에 혈액 및 소변에서 자일로스가 검출되면, 장에서 흡수가 일어난 것이다.
돼지는 자기 체중(Kg) 당 약 100g의 높은 자일로스 섭취량(100g/Kg)에서도 비교적 잘 견디고, 사람에 대한 연구 결과와 비슷한 방식으로 자일로스 섭취량의 일부는 소화되지 않은 소변으로 배출된다.

### 수소 생산
2014년에 이론상 수율의 거의 100%로 자일로스를 수소로 전환시키는 저온 50°C, 대기압 하에서 효소 구동 공정이 발표되었다. 이 과정은 새로운 폴리포스페이트 자일룰로키네이스(polyphosphate xylulokinase (XK))를 포함한 13가지 효소가 관여한다.

### 파생물질
설탕의 대체제인 자일리톨은 수소화 반응에 의한 자일로스의 환원에 의해 생산된다.

## 같이 보기
- 사카로파구스 데그라단스(Saccharophagus degradans)
- 자일리톨
- 자일론산
- 자일로스 대사